# 유와촌
유와촌(友和村) 또는 도모와촌은 히로시마현 사에키군에 설치되었던 촌이다. 현재의 하쓰카이치시, 오타케시의 일부에 해당한다.

## 역사
- 1889년 4월 1일 - 정촌제 시행에 의해 사에키군 유와촌이 발족하였다.
- 1954년 9월 1일 - 오가타정, 구바정, 오타케정, 구리타니촌, 후카에촌의 일부와 합병, 시로 승격해 오타케시가 신설하여 폐지되었다.

## 참고문헌
- 角川日本地名大辞典 34 広島県
- 『市町村名変遷辞典』東京堂出版、1990年。